# Невідома (картина)
«Невідома» — картина українського художника Івана Крамського, написана в 1883 році. Картина є і найвідомішим твором Крамського, і, водночас, найбільш загадковим та інтригуючим. Назвавши картину «Невідома», художник оточив її ореолом таємничості.

## Сюжет
На полотні зображена молода жінка, яка їде у відкритому екіпажі по Анічковому мосту. Вона одягнена за останньою модою 1880-х років. На ній оксамитовий капелюшок з пір'ям, прикрашене хутром та стрічками пальто, муфта і тонкі шкіряні рукавички. Погляд величний, королівський, таємничий і трохи сумний.

## Прототип невідомої
Картина «Невідома» донині залишається загадкою художника. Ні в листах, ні в щоденниках він не залишив згадок про особу невідомої дівчини. Наразі існує багато версій стосовно того, кого зображено на цій картині.
Існує версія, що прототипом до картини була курська дівчина селянка Мотрона Савівна, яка одружилась з дворянином Бестужевим. Крамськой познайомився з нею в Санкт-Петербурзі і був зачарований її красою. Проте в приватній колекції Д. Фрідріха в Празі зберігається етюд, де зображена та сама жінка, ймовірно, правдивіше.
За іншою версією на полотні видатного майстра зображена фрейліна імператриці Марії Федорівни та фаворитка Олександра I, грузинська княжна Варвара Туркестанішвілі.
Є поширеною версія, що на полотні зображено Анну Кареніну — героїню роману Л. М. Толстого, молоду брюнетку з вищого світу. На користь цієї версії свідчить багаторічна дружба Толстого та Крамського. Картину «Невідома» було намальовано через п'ять років після того, як завершилася журнальна публікація роману. Опис Анни, поданий у романі, відповідає зовнішності жінки на картині Крамського з урахуванням дрібних деталей:
Прическа ее была незаметна. Заметны были только, украшая ее, эти своевольные короткие колечки курчавых волос, всегда выбивавшиеся на затылке и висках.
У романі також декілька разів згадується муфта, яку носила Анна; розповідається, як чорний колір пасував Анні. Подекуди сучасні видання роману «Анна Кареніна» ілюструють картиною «Невідома».

## Назва картини
За нез'ясованих обставин портрет часто помилково називають «Незнайомка»[джерело?].